# Thalictrum sultanabadense
Thalictrum sultanabadense är en ranunkelväxtart som beskrevs av Otto Stapf. Thalictrum sultanabadense ingår i släktet rutor, och familjen ranunkelväxter. Inga underarter finns listade i Catalogue of Life.